# Philosophie de l'intelligence artificielle
 (septembre 2019).
La philosophie de l'intelligence artificielle tente de répondre à des questions telles que :
- Une machine peut-elle agir intelligemment ? Peut-elle résoudre n'importe quel problème qu'une personne voudrait résoudre par la réflexion ?
- L'intelligence humaine et l'intelligence artificielle sont-elles fondamentalement les mêmes ? Le  cerveau humain est-il analogue à un processus de traitement de l'information ?
- Une machine peut-elle avoir un esprit ou une conscience similaire à celle de l'humain ? Peut-elle sentir comment les choses sont ?

Ces trois questions reflètent les intérêts divergents des chercheurs en intelligence artificielle, des scientifiques cognitifs et des philosophes. Les réponses philosophiques à ces questions sont en cours d'élaboration. Elles reposent sur les définitions de « l'intelligence » et de la « conscience » et nécessitent de déterminer de quelles « machines » on parle.
Quelques propositions en philosophie de l'intelligence artificielle émergent :
- La proposition Dartmouth : « Chaque aspect de l'apprentissage ou de toute autre caractéristique de l'intelligence peut être décrit à un tel niveau de détail qu'une machine pourrait être créée pour le simuler.. »[2].
- L'hypothèse du système de symbole physique de Newell et Simon : « Un système de symbole physique dispose des moyens nécessaires et suffisantes pour l'action intelligente générale. »[3].
- L'hypothèse de l'intelligence artificielle forte de Searle : « L'ordinateur programmé de manière appropriée avec les bonnes entrées et sorties aurait ainsi un esprit complètement identique à celui des êtres humains. »[4].
- Le mécanisme de Hobbes : « En effet la raison, en ce sens, n’est rien d’autre que le calcul (c'est-à-dire l’addition et la soustraction) des suites des noms généraux sur lesquels nous nous sommes mis d’accord pour marquer et signifier nos pensées »[5].

## Une machine peut-elle faire preuve d'intelligence?
Est-il possible de créer une machine qui puisse résoudre tous les problèmes que les humains résolvent en utilisant leur intelligence ? Cette question définit la portée de ce que les machines seront en mesure de faire à l'avenir et oriente ainsi la direction de la recherche en intelligence artificielle. Elle ne concerne que le comportement des machines et ignore les questions d'intérêt pour les psychologues, les chercheurs en sciences cognitives et les philosophes ; pour répondre à cette question, le fait qu'une machine puisse vraiment penser (comme une personne pense) ou pas, n'a pas d'importance.
La position de base de la plupart des chercheurs en intelligence artificielle se résume dans cette déclaration, qui est apparue dans la proposition pour la conférence de Dartmouth de 1956 :« Chaque aspect de l'apprentissage ou de toute autre caractéristique de l'intelligence peut être décrit à un tel niveau de détail qu'une machine pourrait être créée pour le simuler. » 
Les arguments contre ce principe de base doivent montrer que la construction d'un système d'intelligence artificielle fonctionnel est impossible, parce qu'il y a une limite pratique aux capacités des ordinateurs ou qu'il y a une certaine qualité particulière de l'esprit humain qui est nécessaire pour penser et qui ne peut pas être dupliquée par une machine (ou par les méthodes de recherche actuelles en IA). Les arguments en faveur de ce principe de base doivent montrer qu'un tel système est possible.
La première étape pour répondre à la question est de définir clairement l'« intelligence ».

### Qu'est-ce que l’intelligence?

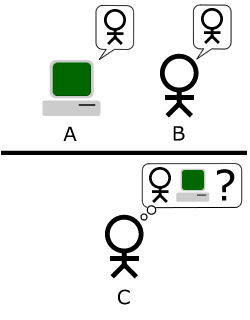
Le test de Turing représenté en dessin. A est la machine, B est l'humain, C est l'interrogateur.

Depuis, au moins, Alfred Binet, c'est-à-dire le XIXe siècle, scientifiques et philosophes essayent de définir ce qu'est l'intelligence.

#### Le test de Turing
Alan Turing, dans un célèbre article de 1950, propose de remplacer le problème de la définition de l'« intelligence des machines » par un dialogue entre un interrogateur et deux interlocuteurs, dont l'un est un humain et l'autre une machine, dialogue qu'il appelle le « jeu de l'imitation ». L'objectif est de savoir si la machine est capable de tromper un juge (l'interrogateur) dans ce jeu. Autrement dit, une machine peut-elle duper l'interrogateur en répondant à toutes les questions qu'il lui pose et en interagissant avec lui, comme le ferait un humain, de sorte que l'interrogateur identifie à tort la machine et l'humain ?
Si c'est le cas, on dit aujourd’hui qu'elle a passé avec succès le « test de Turing ».
Une version moderne du jeu d’imitation serait un salon de discussion en ligne, où l'un des participants est un humain et l'un des participants est un programme informatique, le tout sous le regard d'un observateur, qui peut les interroger. Le programme réussit le test si l'observateur ne peut pas dire lequel des deux participants est l'humain.
Une critique du test de Turing est qu'il est trop à l'image de l'homme, bien que Turing s'en défende.[réf. nécessaire] En effet, si l'objectif est de créer des machines qui soient plus intelligentes que les gens, ou différemment intelligentes, pourquoi insister pour que ces machines leurs ressemblent ? Ainsi, Russell et Norvig affirment que « l'aéronautique ne se définit pas comme l'art de concevoir des artefacts qui imitent si exactement le vol des pigeons que les vrais pigeons en seraient trompés eux-mêmes », ce qui se rapproche de ce qu'écrivait Djikstra : « Alan M. Turing s'est penché sur la question de savoir si les ordinateurs pouvaient penser, une question que nous savons maintenant à peu près aussi pertinente que de savoir si les sous-marins peuvent nager ».

#### Définition de l'agent intelligent

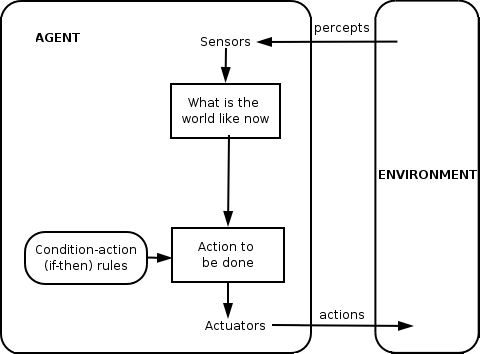

Dans le livre Intelligence Artificielle, Stuart J. Russell et Peter Norvig définissent l'intelligence en termes d'agents intelligents. Un « agent » est un artefact qui perçoit et agit dans un environnement. Une fonction d'évaluation (en) définit ce qui compte comme réussite pour l'agent.
- « Si un agent agit de manière à maximiser la valeur attendue d'une mesure de performance basée sur l'expérience passée et sur la connaissance, alors il est intelligent. »[13]

Les définitions comme celle-ci tentent de percevoir l'essence de l'intelligence, mais ont l'inconvénient de ne pas essayer de correspondre au concept intuitif de pensée. Par cette définition, même un thermostat a une intelligence.

### Une machine peut-elle faire preuve d'intelligence générale?

#### Le cerveau peut-il être simulé?
Hubert Dreyfus décrit cet argument en faisant valoir que «si le système nerveux obéit aux lois de la physique et de la chimie, et que nous avons toutes les raisons de supposer qu'il le fait, alors .... nous ... devrions être en mesure de reproduire le comportement du système nerveux avec un certain dispositif physique.» Cet argument, introduit dès 1943 et vivement décrit par Hans Moravec en 1988, est maintenant associé au futurologue Ray Kurzweil, qui estime que la puissance de l'ordinateur sera suffisant pour une simulation d'un cerveau complet d'ici l'an 2029. Une simulation en temps-non-réel d'un modèle de neurones thalamo-corticaux qui ont la taille du cerveau humain (1011 neurones) a été réalisée en 2005 : il a fallu 50 jours pour simuler 1 seconde de la dynamique du cerveau par un groupe de 27 processeurs.
Searle souligne que, en principe, tout peut être simulé par un ordinateur ; amenant ainsi la définition à son point de rupture, et à la conclusion que tout processus peut techniquement être considéré comme un « calcul ». Ainsi, se contenter d'imiter le fonctionnement d'un cerveau serait en soi un aveu d'ignorance en ce qui concerne l'intelligence et la nature de l'esprit.

#### La pensée humaine est-elle le traitement des symboles?
En 1963, Allen Newell et Herbert A. Simon ont proposé que la « manipulation de symboles » était l'essence de l'intelligence humaine et artificielle. Ils ont écrit :
- Un système de symbole physique dispose des moyens nécessaires et suffisants pour l'action intelligente générale.[3]

Cette affirmation est très forte : elle implique à la fois que la pensée humaine est une sorte de manipulation de symboles (car un système de symboles est nécessaire pour l'intelligence) et que les machines peuvent être intelligentes (car un système de symboles est suffisant pour l'intelligence). Une autre version de cette position a été décrit par le philosophe Hubert Dreyfus, qui l'a appelé « l'hypothèse psychologique »:
- L'esprit peut être considéré comme un dispositif fonctionnant sur les bits d'information selon des règles formelles.[23]

Une distinction est généralement faite entre le type de symboles de haut niveau qui correspondent à des objets dans le monde, tels que <chien>, <chien>et<queue> ou <queue>, et les « symboles » plus complexes qui sont présents dans une machine, comme un réseau neuronal. Les premières recherches dans IA, par John Haugeland, étaient axées sur ce genre de symboles de haut niveau.

#### Arguments contre le traitement des symboles
Ces arguments montrent que la pensée humaine ne consiste pas (uniquement) à une manipulation de symboles de haut niveau. Ils ne montrent pas que l'intelligence artificielle est impossible, seulement qu'elle nécessite plus le traitement de symboles.[Quoi ?]

##### Arguments gödeliens anti-mécanistes
En 1931, Kurt Gödel a démontré avec son premier théorème d'incomplétude qu'il est toujours possible de construire une proposition dans un système formel logique suffisamment puissant (tel un programme de manipulation de symboles de haut niveau), qui ne peut être ni démontré ni réfuté dans ce système (une « proposition de Gödel »). En dépit d'être une véritable proposition, la proposition de Gödel est indémontrable dans le système donné.
Plus spéculativement, Gödel a conjecturé que l'esprit humain peut éventuellement correctement déterminer la vérité ou la fausseté de tout énoncé mathématique bien fondé[Quoi ?] (y compris toute proposition de Gödel), et que, par conséquent[pourquoi ?], l'esprit humain ne se réduit pas à un mécanisme. Le philosophe John Lucas (depuis 1961) et  Roger Penrose (depuis 1989) ont défendu cet argument philosophique anti-mécaniste.

##### Dreyfus: la primauté des compétences inconscientes
Hubert Dreyfus a fait valoir que l'intelligence et l'expertise humaine dépendait principalement des instincts inconscients plutôt que de la manipulation symbolique consciente, et a fait valoir que ces compétences inconscientes ne seraient jamais pris en compte dans les règles formelles.
L'argument de Dreyfus avait été anticipé par Turing dans son article de 1950 «Computing Machinery and Intelligence» En réponse, Turing a souligné que, simplement parce que nous ne connaissons pas les règles qui régissent un comportement complexe, cela ne signifie pas qu'il n'y a pas de telles règles qui existent. Il a écrit : « Nous ne pouvons pas si facilement nous convaincre de l'absence de lois complètes du comportement ... La seule façon de trouver de telles lois est l'observation scientifique. »»

## Une machine peut-elle avoir un esprit, une conscience et des états mentaux?
Ceci est une question philosophique, liée au problème des autres esprits et au problème difficile de la conscience. La question tourne autour d'une position définie par John Searle comme « IA forte » :
- Un système de symbole physique peut avoir un esprit et des états mentaux.[4]

Searle a distingué cette position à partir de ce qu'il a appelé « IA faible » :
- Un système de symbole physique peut agir intelligemment.[4]

Searle a introduit les termes pour isoler l'IA forte de l'IA faible. Il a fait valoir que, même en supposant que nous ayons un programme informatique qui agit exactement comme un esprit humain, il y aurait encore une question philosophique difficile à résoudre .
Aucune des deux positions de Searle ne sont de grande préoccupation pour la recherche en IA, car elles ne répondent pas directement à la question « une machine peut-elle faire preuve d'intelligence générale ? » (sauf si elle peut aussi montrer que la conscience est nécessaire à l'intelligence). Turing a écrit : « je ne veux pas donner l'impression que je pense qu'il n'y a pas de mystère sur la conscience... mais je ne pense pas que ces mystères doivent nécessairement être résolus avant que nous puissions répondre à la question [de savoir si les machines peuvent penser]. » Russell et Norvig conviennent que « la plupart des chercheurs en IA prennent l'hypothèse de l'IA faible pour acquis, et ne se soucient pas de l'hypothèse de l'IA forte. ».
Il y a quelques chercheurs qui pensent que la conscience est un élément essentiel de l'intelligence, comme Igor Aleksander, Stan Franklin, Ron Sun et Pentti Haikonen, bien que leur définition de « conscience » soit très proche de « l'intelligence » (voir la conscience artificielle).
Avant de pouvoir répondre à cette question, nous devons savoir ce que nous entendons par « esprits », « états mentaux » et « conscience ».

### Conscience, esprits, états mentaux et sens
Les mots « esprit » et « conscience » sont utilisés par les différentes communautés de diverses manières. Les auteurs de science-fiction utilisent le mot « conscience » pour décrire une propriété essentielle qui nous rend humains : une machine ou un extraterrestre qui est « conscient » sera présenté comme un caractère pleinement humain, avec une intelligence, des désirs, de la volonté, perspicacité, fierté, etc. Pour d'autres, les mots « esprit » ou « conscience » sont utilisés comme une sorte de synonyme de l'âme.
Pour les philosophes, les neuroscientifiques et les scientifiques cognitifs, les mots sont utilisés d'une manière qui est à la fois plus précise et plus banale : ils se réfèrent au familier, à l'expérience de tous les jours d'avoir une « pensée en tête », comme une perception, un rêve, une intention ou un plan, ou dire quelque chose ou comprendre quelque chose.
Les philosophes appellent cela le problème difficile de la conscience. Il est la dernière version d'un problème classique en philosophie de l'esprit appelé le « problème corps-esprit ». Un problème relatif à celui-ci est le problème de la signification ou de compréhension (que les philosophes appellent l'« intentionnalité ») : quel est le lien entre nos pensées et ce que nous pensons ? Un troisième problème est le problème de l'expérience (ou « phénoménologie ») : si deux personnes voient la même chose, ont-elles la même expérience ? Ou y a-t-il des choses « à l'intérieur de leur tête » (appelées « qualia ») qui peuvent être différentes d'une personne à une autre ?
Les neurobiologistes pensent que tous ces problèmes seront résolus lorsque nous commencerons à identifier les corrélats neuronaux de la conscience : la relation réelle entre les machineries dans nos têtes et ses propriétés collectives tels que l'esprit, l'expérience et la compréhension. Certaines des critiques les plus sévères de l'intelligence artificielle conviennent que le cerveau est juste une machine, et que la conscience et l'intelligence sont le résultat de processus physiques provenant du cerveau. La question philosophique difficile est la suivante : est-ce qu'un programme informatique, en cours d'exécution sur une machine numérique qui mélange les chiffres binaires « zéro » et « un », peut dupliquer la capacité des neurones pour créer des esprits, avec des états mentaux (comme la compréhension ou la perception), et finalement, l'expérience de la conscience ?

## La pensée est-elle une forme de calcul?
La théorie computationnelle de l'esprit ou « computationnalisme » affirme que la relation entre l'esprit et le cerveau est similaire (sinon identique) à la relation entre un programme en cours d'exécution et un ordinateur. Cette idée a des racines philosophiques de chez Hobbes, Leibniz, Hume et même Kant. La dernière version de la théorie est associée aux philosophes Hilary Putnam et Jerry Fodor.
Cette question porte sur nos questions précédentes : en admettant que le cerveau humain est une sorte d'ordinateur, les ordinateurs peuvent être à la fois intelligents et conscients, en répondant aux questions pratiques et philosophiques de l'IA. En termes de question pratique de l'IA (« une machine peut-elle faire preuve d'intelligence générale ? »), Certaines versions du computationnalisme font la déclaration suivante (comme Hobbes a écrit) :
- Le raisonnement n'est rien, mais l'estime[5].

En d'autres termes, notre intelligence découle d'une forme de calcul, semblable à l'arithmétique. Telle est l'hypothèse du système de symbole physique discutée ci-dessus, et cela implique que l'intelligence artificielle est possible. La question philosophique de l'IA (« une machine peut-elle avoir un esprit, des états mentaux et une conscience ? »), La plupart des versions du computationnalisme déclarent que (comme Stevan Harnad le caractérise) :
- Les états mentaux ne sont que des implémentations de programmes informatiques[34].

## Autres questions liées
Alan Turing a noté qu'il existe de nombreux arguments de la forme «une machine ne fera jamais X», où X peut être beaucoup de choses, telles que :
Être gentil, ingénieux, beau, convivial, faire preuve d'initiative, avoir un sens de l'humour, dire le bien du mal, faire des erreurs, tomber amoureux, profiter de fraises et de la crème, faire tomber quelqu'un en amour, apprendre, utilisez les mots correctement, faire l'objet de sa propre pensée, ont autant de diversité du comportement comme un homme, faire quelque chose de vraiment nouveau.
Turing fait valoir que ces objections sont souvent basées sur des hypothèses naïves et sont des «formes déguisées de l'argument de la conscience». L'écriture d'un programme qui présente l'un de ces comportements «ne fera pas grande impression».

### Une machine peut-elle avoir des émotions?
Si les émotions sont définies uniquement en fonction de leur effet sur le comportement ou sur la façon dont elles fonctionnent à l'intérieur d'un organisme, alors les émotions peuvent être considérées comme un mécanisme qui utilise un agent intelligent pour maximiser l'utilité de ses actions. La peur est une source d'urgence, liée à un instinct de survie. L'empathie est une composante nécessaire à la bonne interaction homme-machine,.
Cependant, les émotions peuvent également être définies en fonction de leur qualité subjective, du ressenti d'une émotion. La question de savoir si la machine ressent réellement une émotion, ou si elle agit simplement comme si elle ressent une émotion, est en fait la question philosophique, «une machine peut-elle être consciente ?» sous une autre forme.

### Une machine peut-elle avoir conscience de soi?
La «conscience de soi», comme indiqué ci-dessus, est parfois utilisé par les auteurs de science-fiction comme un caractère pleinement humain qui fait d'un humain un humain. Alan Turing traite toutes les autres propriétés des êtres humains et se réduit la question suivante «une machine peut-elle faire l'objet de sa propre pensée ?» Peut-on penser à soi-même ? Vu de cette manière, il est évident qu'un programme peut rendre compte de ses propres états internes, comme un débogueur.

### Une machine peut-elle être originale ou créative?
Turing réduit cela à la question de savoir si une machine peut «nous prendre par surprise», et fait valoir que cela est évidemment vrai, comme tout programmeur peut en témoigner. Il note que, avec une capacité de stockage suffisante, un ordinateur peut se comporter dans un nombre astronomique de façons différentes. (le mathématicien Douglas Lenat, à titre d'exemple, combine des idées pour découvrir de nouvelles vérités mathématiques.)

### Une machine peut-elle être amicale ou hostile?
Cette question (comme beaucoup d'autres en philosophie de l'intelligence artificielle) peut se présenter sous deux formes. L'«hostilité» peut être défini comme synonyme de «dangereux». Ou il peut être défini en termes d'intention: une machine peut-elle «délibérément» faire du mal ?
La question de savoir si des machines hautement intelligentes et totalement autonomes seraient dangereuses, a été examinée en détail par des futurologues (tels que l'Institut Singularity).
Vernor Vinge a suggéré que dans quelques années seulement, les ordinateurs vont soudainement devenir des milliers, voire des millions, de fois plus intelligents que les humains. Il appelle cela «la Singularité». Il suggère que cela peut être un peu ou très dangereux pour les humains. Cette question est examinée par une philosophie appelée le Singularitarisme.
Certains experts ont mis en doute l'utilisation de robots au combat militaire, en particulier lorsque l'on attribue à de tels robots un certain degré d'autonomie. La marine américaine a financé un rapport qui indique que les robots militaires deviennent plus complexes,.
Le président de Association for the Advancement of Artificial Intelligence a commandé une étude pour examiner cette question. Une solution envisageable serait alors de créer des programmes comme dispositif d'acquisition de langage qui pourrait émuler l'interaction humaine.
Certains ont suggéré la nécessité de construire une «IA gentille», ce qui signifie que les progrès devront également inclure un effort pour rendre l'IA intrinsèquement amicale et humaine.

### Une machine peut-elle avoir une âme?
Finalement, ceux qui croient en l'existence d'une âme peuvent soutenir que « la pensée est une fonction de l'âme immortelle de l'homme ». Alan Turing l'a appelé « l'objection théologique ».

## Conclusion et thèmes pour la recherche future
John McCarthy, qui a participé à dégager le concept d'intelligence artificielle, dit que le débat sur l'essence de l'intelligence artificielle va se situer sur trois fronts : 
- l'intelligence artificielle est impossible (Dreyfus),
- l'intelligence artificielle est immorale (Weizenbaum),
- le concept d'intelligence artificielle est incohérent (Searle).